# Wangaratta
Wangaratta est une ville australienne située dans le Nord-Est de l'État de Victoria, à environ 230 kilomètres de Melbourne, sur la Hume Highway, l'une des routes les plus importantes d'Australie, qui relie Melbourne à Sydney. Elle est située à la jonction des rivières Ovens et King, qui prennent leur source dans les Alpes australiennes. Elle compte 15 683 habitants en 2006.
Wangaratta est la ville la plus proche des stations de ski de Mount Hotham et Falls Creek.

## Histoire
De l'or fut trouvé dans la région dans les années 1850 et le nom de l'ancienne ville voisine, Eldorado, en est le témoignage. On peut y voir encore une ancienne drague.
C'est dans le village de Glenrowan, à 10 kilomètres de Wangaratta, que fut abattu en juin 1880 Ned Kelly, le plus célèbre bandit de grand chemin de la Riverina.
La nageuse Belinda Hocking y a grandi.
Le musicien Nick Cave y a passé une partie de son enfance.